# Metastatski rak dojke
Metastatski rak dojke ili IV stadijum raka dojke predstavlja najodmakliju fazu ove bolesti u kojoj se rak iz dojke proširio i u udaljene organe kao što su limfni čvorovi kosti, jetra, mozak, koža ili pluća.
Rana terapija uz integrisanu suportivnu onkologiju u onkološko lečenje pacijenata sa metastatskim rakom dojke značajno može usporiti proces i poboljšava kvalitet života bolesnici u ovom stadijumu raka dojke.
Ovo stanje je neizlečivo, uprkos velikom napretku u lečenju karcinoma dojke, jer bolesnice sa
metastatskom bolesti najčešće progrediraju u toku 1-2 godine, a preživljavanje je i dalje 2-4 godine. Pet godina preživi nešto manje od 30%, osam godina oko 12% bolesnika i samo izuzetno mali broj (1-3%) može da preživi i do 20 godina.
Iako je veći broj agenasa biološke terapije mono ili u kombinaciji sa hemioterapijom, poslednjih godina pokazao produženje perioda do progresije bolesti, i znatan nivo kontrola simptoma, ipak je mali broj njih doveo i do produženja preživljavanja. Verovatnoća odgovora na terapiju smanjuje se za ~50% sa svakom novom linijom terapije, pa tako iznosi 60-80% u prvoj liniji, ~30 u drugoj i oko 15 u trećoj liniji, jednim delom zbog povećane rezistencije na brojne agense, a drugim delom zbog ograničenog izbor hemioterapije u metastatskoj fazi.

## Epidemiologija
Metastatski rak dojke je vodeći uzrok smrti izazvan rakom kod žena širom sveta. Procenjuje se da je samo u 2018. godini od ovog oblika raka umrlo 627.000 žena.
Nakon primarne terapije ranog karcinoma dojke, ipak će 2-20% bolesnica dobiti lokalni recidiv u toku 10 godina, dok se udaljene metastaze dijagnostikuju u 30-50% bolesnica u toku 10 godina nakon primenjene adjuvantne terapije. Metastatska bolest može biti dijagnostikovana istovremeno sa pojavom lokoregionalnog relapsa, ili inicijalno u trenutku postavljanja dijagnoze karcinoma dojke što čini < 10% svih novodijagnostikovanih karcinoma dojke
Patohistologija metastatskog raka dojke

## Načini širenje metastaza
Širenje raka iz dojke obično se dešava na jedan ili više načina od kojih su najznačajniji:
Prodor ćelija raka u obližnje zdrave ćelije
Kada ćelija raka prodre u zdravu ćeliju, ona se može replicirati više abnormalnih ćelija.
Prodor ćelija raka u cirkulatorni ili limfni sistem.
Ćelije raka iz dojke „putuju” kroz zidove obližnjih limfnih ili krvnih sudova, do jedne od lokacija u limfnim čvorovima
Migracija kroz cirkulaciju
Ćelije raka po celom telu može da raznosi cirkulacija (limfna i krvna) u druge delove tela.
Razmnožavanje ćelija raka u kapilarima.
Ćelije raka u kapilarima na periferiji tela (udaljenim lokacijama) prestaju da se kreću intenzivno se dele i odatle potom migriraju u okolno tkivo.
Stvaranjem i rastom novih malih tumora
Ćelije raka sposobne su da formiraju male tumore na novoj lokaciji (nazvane mikrometastaze).
CT imidžing metastaza raka dojke

## Klinička slika
Simptomi i znaci bolesti razlikuju se prema lokalizaciji u tkivima organizma i od toga koliko se rak dojke proširio. Ostali nespecifični sistemski simptomi metastatskog raka dojke mogu uključivati — umor, gubitak težine i slab apetit, ali je važno imati u vidu da se ovi simptomi mogu  javiti i nakon upotrebe citostatika ili zbog malignim procesom izazvane depresije.
Simptomi metastatskog raka dojke po lokacijama u koje se maligni proces proširio.
| Lokacija            | Simptomi |
| ------------------- | --- |
| Metastaze u kosti   | - Teška, progresivna bol - Otok - Česta su naprsnuća i prelomi kosti |
| Metastaze u mozgu   | - Uporna, progresivno pogoršana glavobolja ili pritisak na glavu - Poremećaji vida - Psihomotorni napadi - Povraćanje ili mučnina - Promene u ponašanju ili promene ličnosti |
| Metastaze u jetri   | - Žutica - Svrab kože ili osip - Nenormalno visoki enzimi u jetri - Bolovi u trbuhu - Gubitak apetita, mučnina i povraćanje                                                  |
| Metastaze u plućima | - Hronični kašalj ili nemogućnost da se normalno udahne vazduh (dispneja) - Nenormalan rendgen grudne duplje i pluća - Bol u prsima                                          |

## Terapija
Metastatski rak dojke se leči sistemskom terapijom koja podrazumeva primenu:
Hormonska (endokrina) terapija
Hormonska terapija  zasnovana na lekovima koji smanjuju dejstvo estrogena, koristi za lečenje raka dojke kod onih oblika koji su pozitivni na estrogenske receptore (ER +).
Hemoterapija
Hemoterapija može da ponuditi jedan lek ili kombinaciju hemoterapeutika. 
Ciljane (biološke) terapije
Samo osobe čiji je rak pozitivan na HER2 imaće koristi od ciljanih terapija. Pre početka ove terapije uzimaju se tkiva za biopsiju i metastaza ili nakon operacije primarnog raka dojke da bi se utvrdilo da li je HER2 pozitivan. 

### Hirurška terapija
Iako operacija neće izlečiti metastatski rak dojke, u određenim slučajevima neophodno je tumorsko tkivo ukloniti.
Operacija se može primeniti, ako je područje sekundarnog raka dojke vrlo malo, ako je hirurški pristup laka, ili ako u telu nema drugog sekundarnog raka dojke. Međutim, u većini slučajeva u zahvaćenim područjima operacija nije moguća. 
Transplantacija organa nije opcija za ljude koji imaju sekundarni rak dojke.
Termička ili krioablacija se može koristiti samostalno ili u kombinaciji s operacijom. Ove procedure uništavaju ćelije raka bilo da ih zagrevaju ili zamrzavaju. Na primer, radiofrekventna ablacija (RFA) uključuje ubacivanje igle u pojedinačne tumore u jetri i njihovo uništavanje toplotom.
Radiofrekventna ablacija  je specijalistički tretman i nije široko dostupan jer se ne može primeniti u svim slučajevima. Na to utiče broj, veličine i lokalizacija tumora u napadnutom organu.
Stereotaktička radioterapija (poznata i kao radiohirurgija)
Veoma je precizna radioterapijska metoda koja se može primeniti kod bolesnika sa malim sekundarnim rakom u nekom organu, i koji ima i dobar nivo opšteg zdravlja i kondicije. Ovaj tretman omogućava da se primeni visoke doze zračenja sa ekstremnom preciznošću i minimalnim oštećenjem okolnog tkiva.
Sistemska terapija
Kako sistemska terapija stiže u sve delove tela ona deluje na sve metastatske promene bez obzira na njihovu lokalizaciju

### Izbor terapije
Na sam izbor terapije utiče više faktora, kao što su:
- broj i vrsta organa zahvaćenih metastazama,
- opšte stanje pacijenta i pridružene bolesti
- biološki tip raka dojke.

### Od čega zavisi ishod lečenja?
Ishod lečenja metastatskog raka dojke zavisi od „prognostičkih faktora“, koji se obavezno procenjuju za svaku pacijentkinju nakon operacije i pregleda odstranjenog tumorskog tkiva od strane patologa.
Na osnovu veličine tumora, stepena njegove diferentovanosti, eventualne zahvaćenosti pazušnih limfnih žlezda, kao i broja zahvaćenih žlezda, i još nekih karakteristika tumorskog tkiva, posebno prisustva tzv. steroidnih i HER2 receptora, posebni stručni konzilijumi procenjuju rizik relapsa (ponovnog javljanja bolesti) i predlažu dodatne mere lečenja kako bi se ovaj rizik umanjio.

## Palijativna i suportivna terapija
Lekovi značajno produžavaju život bolesnica u metastatskoj fazi bolesti. Međutim neodvojivi deo sveobuhvatnog lečenja pacijenata sa metastatskim rakom dojke je i palijativna i suportivna terapija koja ima za cilj da ublaži tegobe nastale zbog širenja odmakle maligne bolesti, odnosno ublažavanje bola zbog metastaza u kostima i suzbiju neželjena dejstva sistemske onkološke terapije.
Palijativna i potporna nega ima za cilj ne samo kontrolu simptoma već je i izuzetno važan deo brige i tretmana za mnoge osobe sa sekundarnim rakom dojke jer može značajno poboljšati kvalitet života  bolesnika tako i njihove porodice.  
Palijativno zbrinjavanje je obično povezano sa tretmanom na kraju života. Međutim, dobro je da se ona primeni u bilo kojoj fazi bolesti, zajedno sa medicinskim tretmanom, u sprečavanju i ublažavanju simptoma kao što su bol ili umor, ali i u ublažavanju emocionalnih, socijalnih i duhovnih efekta metastatskog raka dojke.

## Zašto je metastatski karcinom dojke neizlečiva bolest?
Na izlečivost metastatski karcinom dojke pre svega utiče razvoj rezistencije na onkološku terapiju, a pre svega hemioterapiju. Rezistencija, bilo urođena ili stečena, razvija se u odnosu na vrlo efikasne antikancerske lekove, brojnim različitim mehanizmima koji uključuju:
- smanjen influks,
- povećan efluks lekova,
- aktivaciju mehanizama popravke oštećene DNK,
- izbegavanje lekom indukovane apoptoze.

Ovi mehanizmi vode nastanku MDR (multidrug resistance), u kojoj ćelija postaje rezistentna na veći
broj lekova, pored onog koji je primarno primenjen, delujući individualno ili sinergistički.